# Estação Turiassu
Turiassu foi uma estação de trem do Rio de Janeiro, ficava localizado entre as estações de Magno (Mercadão de Madureira) e Rocha Miranda.
Em 6 de dezembro de 1979 uma falha de trem na estação Turiaçu causou um grande protesto de passageiros, que se transformou em depredação de trens e estações. A estação foi desativada por volta de 1970. A Central do Brasil alegou que a estação possuía baixa demanda e era próxima das estações Magno (atual Mercadão de Madureira e Rocha Miranda. Apesar dos apelos de reativação por parte da população, foi demolida. Atualmente não há nenhum vestígio da estação.